# Bâtiment situé 6 rue Kneginje Milice à Jagodina
Le bâtiment situé 6 rue Kneginje Milice à Jagodina (en serbe cyrillique : Зграда у улици Кнегиње Милице бр. 6 у Јагодини ; en serbe latin : Zgrada u ulici Kneginje Milice br. 6 u Jagodini) se trouve à Jagodina, dans le district de Pomoravlje, en Serbie. Il est inscrit sur la liste des monuments culturels protégés de la République de Serbie (identifiant no SK 281).

## Présentation
Le bâtiment a été construit dans la première moitié du XXe siècle dans un style moderne à l'emplacement d'une ancienne maison connue sous le nom de « Mali Luvr ».
Il est constitué d'un rez-de-chaussée consacré au commerce et d'un étage qui sert d'espace résidentiel. À l'étage, un balcon aux formes courbes s'étend sur toute la largeur de l'édifice ; les fenêtres sont encadrées de pilastres modernes découpés en plusieurs « coussins ». Au-dessus des fenêtres de l'étage se trouve une console massive qui joue un rôle décoratif ; au-dessus de la console s'ouvre une petite fenêtre circulaire entourée deux étroites fenêtres horizontales.